# Mesorregión del Centro Amazonense
La Mesorregión de Amazonas Centro era una de las cuatro mesorregiones del estado brasileño de Amazonas. Estaba formada por 30 municipios agrupados en seis microrregiones, siendo Manaus el principal de ellos. 
En 2017 el IBGE disolvió las mesorregiones y microrregiones, creando un nuevo marco regional brasileño con nuevas divisiones geográficas denominadas, respectivamente, regiones geográficas intermedias e inmediatas.

## Antiguas microrregiones
- Microrregión de Coari
- Microrregión de Itacoatiara
- Microrregión de Manaus
- Microrregión de Parintins
- Microrregión de Río Preto da Eva
- Microrregión de Tefé

- Datos: Q2029903